# Elfen-Quadrille
Die Elfen-Quadrille ist eine Quadrille von Johann Strauss (Sohn) (op. 16). Sie wurde am 22. Januar 1845 in Dommayers Casino in Wien erstmals aufgeführt.

## Einzelnachweis
1. ↑  Quelle: Englische Version des Booklets (Seite 96) in der 52 CDs umfassenden Gesamtausgabe der Orchesterwerke von Johann Strauß (Sohn), Hrsg. Naxos (Label). Das Werk ist als fünfter Titel auf der 36. CD zu hören.